# 本島彩帆里
本島 彩帆里（もとじま さおり）は、日本のインスタグラマー、ファスティングアドバイザー。

## 来歴
2015年9月にInstagram投稿をはじめる。 2カ月後にフォロワー1万人。 1年3カ月後の2017年にはフォロワー数は20万人超。

## 主な作品

### 書籍
- 『あなたらしくヤセる 太るクセをやめてみた』主婦の友社、2016年10月。ISBN 9784074176007。
- 『もんでヤセない身体はない 燃焼系 「美圧」マッサージ』KADOKAWA、2016年12月。ISBN 9784046018090。
- 『“太るクセ→ヤセるクセ"たった30日書くだけで変われる! キレイをつかむDietNote』主婦の友社、2017年3月。ISBN 9784074212408。
- 『“やせる ♯ほめぐせ - がんばれない私を180度変える! -』ワニブックス、2017年5月。ISBN 9784847095726。
- 『ぽかトレ ぽかぽかすれば、体は勝手にヤセたがる! -』マガジンハウス、2017年11月。ISBN 9784838729692。